# Галай, Пётр Ананьевич
Пётр Ананьевич Галай (2 февраля 1934 — ?) — механизатор колхоза имени Ленина Унгенского района Молдавской ССР, Герой Социалистического Труда (08.12.1973).
Родился 2 февраля 1934 года в с. Агрономовка (сейчас — Унгенский район Молдавии). Член КПСС с 1965 года.
С 1950 года работал в колхозе имени Ленина Унгенского района прицепщиком, шофёром, трактористом, помощником бригадира тракторной бригады.
С 1966 года бригадир тракторно-полеводческой бригады, которой в 1969 году было присвоено звание «Коллектив высокой культуры земледелия».
Его бригада первой в Молдавии получила 100-центнеровый урожай кукурузы на зерно (1975 год — 107 ц/га) и 110-центнеровый (1979 год).
Урожайность сахарной свёклы: в 1974 году 646 ц/га на площади 70 га, в 1975 году 528 ц/га на площади 84 га, в 1977 году 602 ц/га на площади 132 га, в 1978 году 521 ц/га на площади 143 га. В 1976 году был поставлен республиканский рекорд: 700 ц. с каждого из 135 га.
По инициативе Галая в колхозе всю свеклу сажали пониженными нормами и убирали поточным методом.
Также в его бригаде возделывали озимую пшеницу, и тоже с хорошими результатами: 1978 год — 52 ц/га.
Герой Социалистического Труда (08.12.1973). Награждён орденом «Знак Почёта».